# 문래중학교
문래중학교(文來中學校)는 대한민국 서울특별시 영등포구 문래동6가에 있는 공립 중학교이다.

## 학교 연혁
- 1986년 1월 29일 : 문래중학교 설립인가(30학급)
- 1986년 2월 13일 : 제1학년 10학급 배정
- 1986년 3월 1일 : 초대 조걸 교장 취임
- 1986년 3월 3일 : 제1회 입학식 거행
- 1989년 2월 14일 : 제1회 졸업식 거행
- 2019년 3월 1일 : 제11대 김찬우 교장 취임
- 2022년 1월 28일 : 제34회 졸업식(졸업생 202명, 총 졸업생 11,544명)
- 2022년 3월 2일 : 제37회 입학(1학년 197명 8학급)

## 참고 자료
- 문래중학교 - 한국교육학술정보원 학교알리미